# Thomas Munck af Rosenschöld
Thomas Munck af Rosenschöld, född 28 juni 1813 i Lund, död 20 januari 1893 i Stockholm, var en svensk ämbetsman och politiker.

## Biografi
Munck af Rosenschöld blev 1829 student och 1835 filosofie magister vid Lunds universitet, avlade 1836 hovrättsexamen i Uppsala och var från 1844 adjungerad ledamot först av Svea hovrätt, senare av Hovrätten över Skåne och Blekinge. År 1847 blev han assessor i sistnämnda hovrätt, men förordnades 1848 till revisionssekreterare och befordrades 1849 till ordinarie revisionssekreterare, ett ämbete där han innehade fullmakt, tills han 1858 utnämndes till president i hovrätten över Skåne och Blekinge, ett ämbete från vilket han 1883 tog avsked. Under tiden var han 1850–1856 expeditionschef i Ecklesiastikdepartementet. 
I ståndsriksdagarna deltog Munck af Rosenschöld sedan 1844 som ledamot av ridderskapet och adeln samt var under den första nioårsperioden av första kammarens tillvaro (1867–1875) ledamot av densamma invald i Kristianstads läns valkrets. Hans verksamhet som riksdagsman var huvudsakligen förlagd till konstitutionsutskottet, i vilket han sedan 1859, med undantag för riksdagen 1865–1866 och urtima riksdagen 1871, innehade ordförandeposten. Han blev juris hedersdoktor vid Lunds universitets jubelfest 1868. Munck af Rosenschöld vilar på Norra kyrkogården i Lund.
Thomas Munck af Rosenschöld var son till löjtnanten och tullinspektoren, konsul Gabriel Munck af Rosenschöld och Hedvig Sara Lovén. Morfadern Jan Lovén var plantagedirektör. Thomas Munck af Rosenschöld var far till August, Nils och Mortimer Munck af Rosenschöld.